# Слишком шумное одиночество
«Слишком шумное одиночество» (чеш. Příliš hlučná samota) — короткий философский роман чешского писателя Богумила Грабала. Он был написан в трёх вариантах между 1973 и 1976 годами, а официально опубликован в 1989 году, потому что тогдашнее правительство Чехословакии подвергло книгу строгой цензуре. Эпиграфом являются слова Гёте: «Только солнце имеет право на свои пятна». Экранизация романа была предпринята в 1996 году, через год после смерти Грабала. В 2007 американский кинорежиссер Женевьева Андерсон сняла по мотивам романа кукольный мультфильм под названием Too Loud a Solitude (с англ. — «Слишком шумное одиночество»).

## Сюжет
Роман представляет собой внутренний монолог главного героя — упаковщика бумаги по имени Гантя. Он ведет одинокий образ жизни, тридцать пять лет работает за прессовальной машиной и целыми тиражами прессует книги в брикеты, идущие на выброс. Гантя «стал мудрым поневоле», потому что заодно читает книги, он очень любит их и одушевляет. Через пять лет ему выходить на пенсию, а потому Гантя собирается забрать пресс с собой, чтобы продолжать привычную работу, с той разницей, что он будет «выдавать только один брикет в день» и ежегодно устраивать выставки готовой продукции. Роман заканчивается тем, что начальник поставил вместо Ганти людей из бригады социалистического труда, которые работают во много раз быстрее. Понимая, что остался не у дел, Гантя совершает самоубийство, ложась под собственную прессовальную машину — в первых версиях романа по-настоящему, а в последней он просыпается на скамейке в парке и понимает, что это был только сон.
Название книги — это цитата из неё же. В одной из сцен Ганте видятся Иисус Христос и Лао-цзы:
И я принялся карабкаться по ступеням, какое-то время я передвигался на трех конечностях, так сильно кружилась у меня голова от этого слишком шумного одиночества, и только в переулке на свежем воздухе я выпрямился и твердой рукой взялся за пустой кувшин.